# Xeno Müller

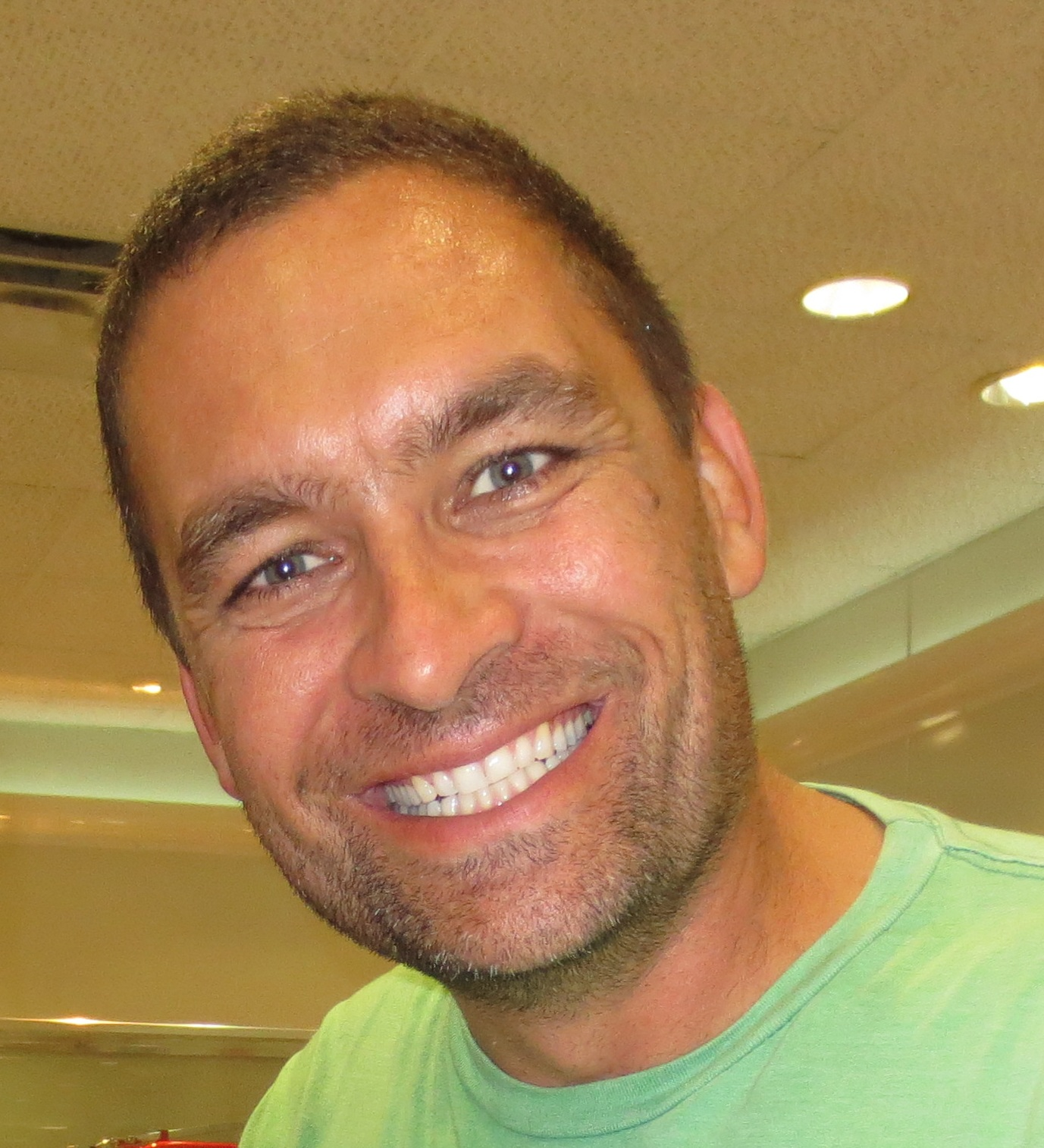
Xeno Müller im Jahr 2012

Xeno Müller (* 7. August 1972 in Zürich) ist ein ehemaliger Schweizer Ruderer und zweifacher Olympiamedaillengewinner.

## Werdegang
Müller ruderte ursprünglich für die Schweiz. Als er mit sechzehn im Grasshopper Club Zürich mit seinem Sport begann, war der Weltmeistertitel sein Ziel. Doch schliesslich gewann er mit 24 Jahren bei den Olympischen Sommerspielen 1996 die Goldmedaille.
Als er in einer mannschaftsinternen Qualifikation gegen André Vonarburg fahren sollte, lehnte er dies ab. Müller wechselte dann zum US-amerikanischen Verband und heiratete eine Amerikanerin. Inzwischen lebt er in Kalifornien und hat vier Kinder. In der Schweiz ist er nur noch bei seinem Sponsor Victorinox aktuell.

## Erfolge
- Atlanta 1996: Gold im Skiff, Männer
- Sydney 2000: Silber im Skiff, Männer
- Ruder-Weltcup in Princeton (New Jersey) 2001 Silber im Skiff, Männer